# Hendrawan
Hendrawan (Malangue, 27 de junho de 1972) é um ex-jogador de badminton da Indonésia, medalhista olímpico.

## Carreira
Conquistou a medalha de prata nos Jogos Olímpicos de Verão de 2000 em Sydney.

## Recorde contra oponentes selecionados
- Bao Chunlai 0–1
- Chen Hong 3–1
- Dong Jiong 3–1
- Ji Xinpeng 0–2
- Sun Jun 2–3
- Xia Xuanze 2–2
- Fung Permadi 1–2
- Peter Gade 2–1
- Poul-Erik Høyer 3–5
- Thomas Stuer-Lauridsen 1–5
- Tam Kai Chuen 4–0
- Pullela Gopichand 1–1
- Heryanto Arbi 1–3
- Taufik Hidayat 1–2
- Joko Suprianto 0–1
- Ardy B. Wiranata 2–0
- Lee Hyun-il 1–0
- Lee Kwang-jin 1–0
- Park Tae-sang 2–0
- Shon Seung-mo 0–1
- Ronald Susilo 0–2
- Boonsak Ponsana 1–0